# Evelyn Werner
Pour les articles homonymes, voir Werner.
Evelyn Werner est une skieuse paralympique allemande, qui a représenté l'Allemagne de l'Ouest en ski alpin handisport aux Jeux paralympiques d'hiver de 1980, remportant une médaille de bronze.

## Carrière

### Jeux paralympiques 1980
Lors de la IIème édition des Jeux Paralympiques d'hiver, en 1980, à Geilo, Evelyn Werner a pris la 3e place, remportant le bronze dans le slalom spécial 3B avec un temps de 1 min 45 s 87. Elle est devancée en 1ère place par Sabine Barisch qui termine la course en 1 min 38 s 23 et en 2ème place par Brigitte Madlener en 1 min 40 s 68. Toujours à Geilo 1980, Werner a terminé quatrième dans la catégorie 3B du slalom géant, avec un temps de 3 min 22 s 55. Sur le podium, se trouvaient Brigitte Madlener (or en 2 min 52 s 86), Sabine Barisch (argent en 3 min 13 s 47) et Sabine Stiefbold (bronze en 3 min 15 s 88).

## Palmarès

### Jeux paralympiques
1 médaille:
- Bronze (slalom spécial 3B à Geilo 1980)